# Smittina jordii
Smittina jordii is een mosdiertjessoort uit de familie van de Smittinidae. De wetenschappelijke naam van de soort is voor het eerst geldig gepubliceerd in 1999 door Reverter Gil & Fernandez Pulpeiro.